# Messe I.X-VI.X
Messe I.X-VI.X är det tionde studioalbumet av det norska black metal-bandet Ulver. (Dessutom har bandet spelat in två soundtrack-album). Albumet utgavs 2013 av skivbolaget Jester Records.

## Bakgrund
Ulver skrev 6 låtar till Tromsø Kulturhus som insprerades av Henryk Górecki och hans Symfoni No. 3 (Symfonia pieśni żałosnych), Gustav Mahler och Gustav Holst, det norska bandet When, det engelska bandet Nurse with Wound, 1970-tals krautrock och syntpop, Ashra och Autobahn, popmusik från 1980-talet, John Carpenter och det engelska bandet Japan och deras femte och sista album Tin Drum, Terry Riley och Sankt Johannes av Korset.
Låtarna inspelades live i Tromsø 21 september 2012 tillsammans med Tromsø Kammerorkester. Inspelningen bearbetades sedan i Crystal Canyon Studios i Oslo under vinteren 2012/2013 och våren 2013.

## Låtförteckning
1. "As Syrians Pour In, Lebanon Grapples with Ghosts of a Bloody Past" – 11:51
2. "Shri Schneider" – 5:35
3. "Glamour Box (Ostinati)" – 6:11
4. "Son of Man" – 8:24
5. "Noche Oscura del Alma" – 5:25
6. "Mother of Mercy" – 7:23

Text och musik: Ulver

## Medverkande
Musiker (Ulver-medlemmar)
- Trickster G. (Kristoffer Rygg)
- Tore Ylwizaker (Tore Ylvisaker)
- Jørn H. Sværen
- Ole Alexander Halstensgård

Tromsø kammerorkester
- Violin – Aelita Osadchuk, Brynjar Lien Schulerud, Kristina Nygaard Walsnes, Snorre Holmgren, Yuko Kawami, Anders Melhus, Berit Fonnes, Eira Foss, Sari Martinussen
- Viola – Katrina Brown, Mari Giske, Sigrid Lien Schulerud
- Violin, viola – Kari Rønnekleiv, Ole-Henrik Moe
- Cello – Inga Raab, Mario Machlik, Ørnulf Lillebjerka
- Kontrabas – Stein Paulsen
- Klaver – Martin Romberg
- Trombone – Jens Christian Kloster, Torbjørn Ingvaldsen
- Trumpet – Arne Bjørhei, Ingrid Eliassen

Bidragande musiker
- Alexander Kloster-Jensen – gitarr
- Tomas Pettersen – trummor
- John Stenersen – vevlira

Produktion
- Ulver – producent, ljudmix
- Jaime Gomez Arellano – mastering
- Ingrid Aas – omslagskonst, foto